# Echinomuricea
Echinomuricea is een geslacht van neteldieren uit de klasse van de Anthozoa (bloemdieren).

## Soorten
- Echinomuricea andamanensis Thomson & Simpson, 1909
- Echinomuricea bicornis Hickson, 1930
- Echinomuricea borealis (Johnson, 1862)
- Echinomuricea coccinea (Stimpson, 1855)
- Echinomuricea collaris Nutting, 1910
- Echinomuricea coronalis Germanos, 1896
- Echinomuricea costata Nutting, 1910
- Echinomuricea cylindrica Nutting, 1910
- Echinomuricea horrida (Hickson, 1905)
- Echinomuricea indica Thomson & Simpson, 1909
- Echinomuricea indomalaccensis Ridley, 1884
- Echinomuricea magna (Nutting, 1910)
- Echinomuricea muricelloides (Nutting, 1910)
- Echinomuricea ochracea Thomson & Simpson, 1909
- Echinomuricea peterseni Hedlund, 1890
- Echinomuricea philippinensis Hedlund, 1889
- Echinomuricea pulchra Nutting, 1910
- Echinomuricea ramosa Tixier-Durivault, 1972
- Echinomuricea reticulata Thomson & Simpson, 1909
- Echinomuricea scolopendra Thomson, 1927
- Echinomuricea spinifera Nutting, 1910
- Echinomuricea spinosa (Hiles, 1899)
- Echinomuricea splendens Thomson & Simpson, 1909
- Echinomuricea tenuis Thomson & Simpson
- Echinomuricea uliginosa Thomson & Simpson, 1909